# Kingston (Ontario)
Kingston – miasto w Kanadzie, w prowincji Ontario, w hrabstwie Frontenac. Leży na północnym brzegu jeziora Ontario, u wylotu z niego Rzeki Świętego Wawrzyńca.

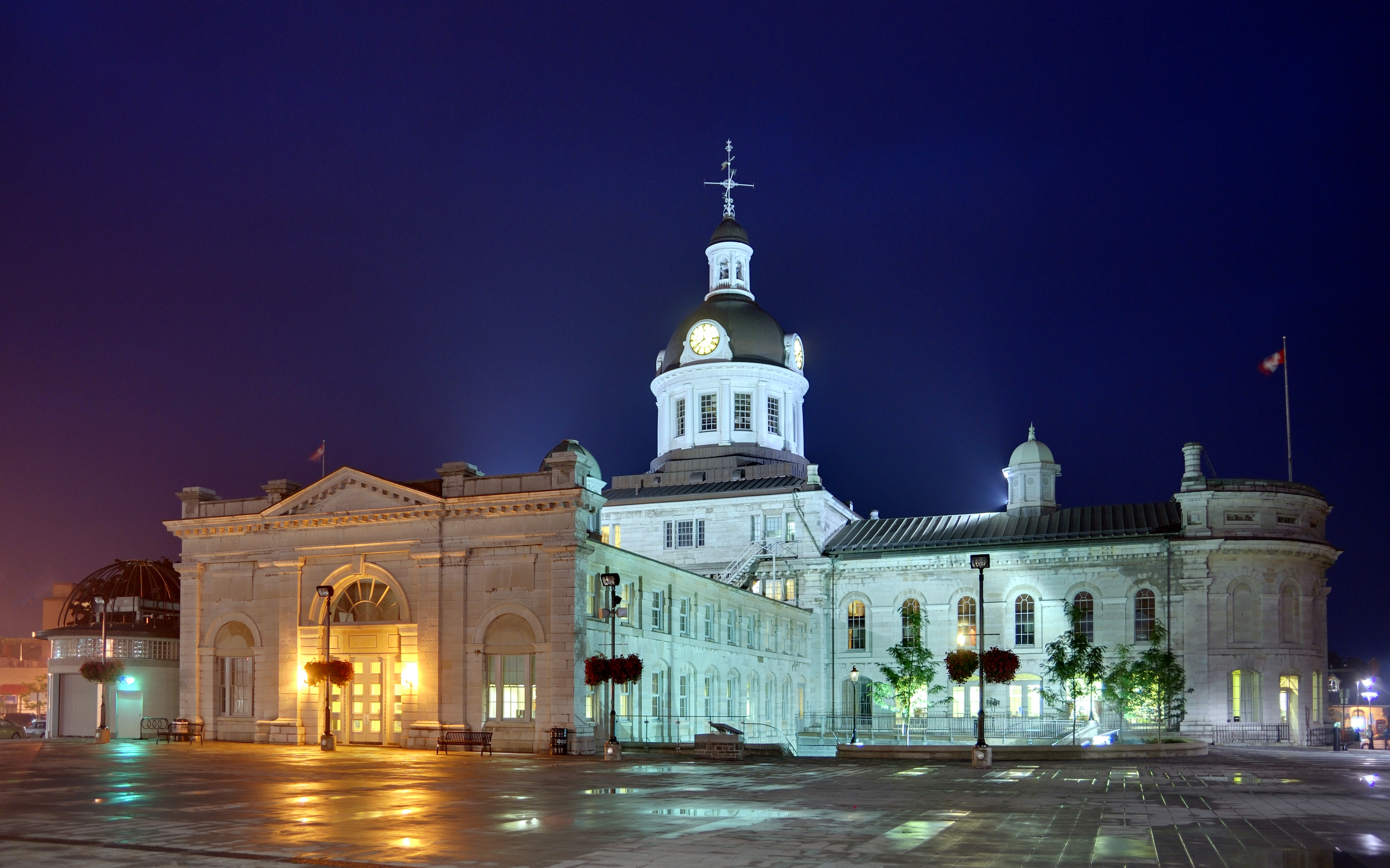
Ratusz w Kingston

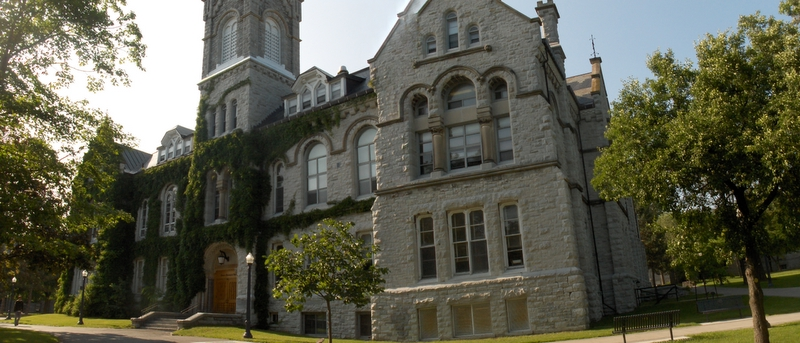
Wydział Teologii Uniwersytetu Królowej

Jest jednym z najstarszych miast kanadyjskich. Jego początek wyznacza założenie Fortu Cataraqui w 1673, przemianowanego później na Fort Frontenac. Zlokalizowano tu południowy koniec budowanej w latach 1826–1832 strategicznej drogi wodnej, zwanej kanałem Rideau. W latach 1841–1843 Kingston było pierwszą stolicą brytyjskiej Prowincji Kanady.
Działa tutaj Uniwersytet Królowej oraz Królewskie Kolegium Wojskowe Kanady.
Liczba mieszkańców Kingston wynosi 118 725. Język angielski jest językiem ojczystym dla 85,3%, francuski dla 3,3% mieszkańców (2006). Mimo znaczącej przewagi ludności anglojęzycznej Kingston zostało w 2009 ustanowione przez rząd prowincjonalny regionem dwujęzycznym, co zapewnia mieszkańcom francuskojęzycznym dostęp do wszystkich służb i urzędów w ich języku ojczystym.
W mieście rozwinął się przemysł stoczniowy, taboru kolejowego, maszynowy, włókienniczy, chemiczny, elektrotechniczny, skórzany, metalowy oraz hutniczy.

## Sport
- Kingston Frontenacs – klub hokejowy